# Mariëtte Pennarts
Mariëtte Pennarts-Pouw (1964) is een Nederlands politicus. Ze is lid van GroenLinks en was van 2011 tot 2019 gedeputeerde in de provincie Utrecht. Vervolgens was Pennarts regiomanager bij de Rijksdienst voor het Cultureel Erfgoed, uitvoeringsorgaan van het ministerie van OCW. Sinds 2022 is zij onafhankelijk wethouder in de gemeente Woerden.

## Carrière
Pennarts groeide op in Montfoort en volgde het VWO aan het Minkema College in Woerden. Daarna deed zij de opleiding Communicatie aan de Heao in Utrecht. Ze werkte vervolgens als marketeer, productontwikkelaar en projectleider bij KPN, TNT en ABN AMRO. Zij was tussen 2002 en 2007 raadslid en fractievoorzitter voor een lokale progressieve partij in Montfoort tussen 2007 en 2011 en Statenlid voor GroenLinks in Provinciale Staten van Utrecht. Ook was ze lid van de Rekenkamercommissie in Baarn en van de Nederlandse delegatie van de Europese Groene Partij.
Als gedeputeerde was Pennarts van 2011 tot 2015 verantwoordelijk voor Cultuur, Jeugdzorg, Communicatie en Bestuur. Haar rol in de decentralisatie van de provinciale jeugdzorg naar gemeenten leverde haar in 2013 een nominatie op voor beste lokale bestuurder. In haar tweede bestuurstermijn van 2015 tot 2019 had zij de portefeuilles Cultuur, Recreatie, Milieu, Toezicht en handhaving, Water en Europa. Zij was voorzitter van het Dagelijks Bestuur van de Regionale Uitvoeringsdienst en namens de Randstadprovincies lid van de commissie ENVE bij het Europees Comité van de Regio's in Brussel. Na haar periode als gedeputeerde trad zij in dienst bij de Rijksdienst voor het Cultureel Erfgoed. Daar was zij van oktober 2019 tot juni 2022 leidinggevende in de adviespraktijk voor erfgoed en monumenten in de provincies Utrecht, Zeeland, Noord-Brabant en Limburg.
In juni 2022 keerde Pennarts terug in het openbaar bestuur als onafhankelijk wethouder in de gemeente Woerden. 